# Рефлекторное расширение ануса
Рефлекторное расширение ануса (reflex anal dilation, RAD) — рефлекторное расширение заднего прохода человека до диаметра более двух сантиметров в ответ на разведение ягодиц или анальную стимуляцию, например, при чистке медицинским инструментом. Предполагалось, что это клинический маркер, связанный с анальным сексуальным насилием детей и с другими признаками сексуального насилия но рефлекс также наблюдается у детей с тяжелым хроническим запором и тех, кто подвергается инвазивному медицинскому лечению ануса. Одно только обнаружение RAD не считается признаком сексуального насилия и нормативная выборка детей, не подозреваемых в связи с сексуальным насилием, показала, что 49 % детей демонстрировали рефлекс либо постоянно, либо периодически, хотя расширение превышало 20 мм только в 1,2 % случаев.
В 1986 году Мариетта Хиггс узнала о связи RAD с сексуальным насилием на конференции, где его представил Кристофер Дж. Хоббс. В следующем году Хиггс широко ставил этот диагноз RAD, что привело к скандалу о жестокого обращения с детьми в Кливленде. Он был дискредитирован в ходе судебного разбирательства как единственное указание на сексуальное насилие, которое было признано крошечным меньшинством британских ученых. RAD как клинический маркер сексуального насилия в настоящее время считается дискредитированным. Однако Хоббс всё ещё изучал RAD в 2014 году.